# Aleksiej Wasiljew (kierowca)
Aleksiej Igoriewicz Wasiljew (ros. Алексей Игоревич Васильев; ur. 13 stycznia 1972 roku w Moskwie) – rosyjski kierowca wyścigowy.

## Kariera
Wasiljew rozpoczął karierę w międzynarodowych wyścigach samochodowych w 1996 roku od startów w Russian Touring Car Championship, gdzie zdobył tytuł mistrzowski. W późniejszych latach Rosjanin pojawiał się także w stawce FIA GT Championship, Grand American Rolex Series, Le Mans Endurance Series, 24-godzinnego wyścigu Le Mans, Le Mans Series, A1 Grand Prix, Ferrari Challenge Europe - Trofeo Pirelli, Omnitel 1000km Race, 24H Series Toyo Tires, FIA GT3 European Championship oraz FIA GT1 World Championship.

## Wyniki w 24h Le Mans
| Rok  | Zespół                                            | Partnerzy                           | Samochód                   | Klasa | Okr. | Poz. | Klasa Pos. |
| ---- | ------------------------------------------------- | ----------------------------------- | -------------------------- | ----- | ---- | ---- | ---------- |
| 2004 | Freisinger Motorsport                             | Nikołaj Fomienko Robert Nearn       | Porsche 911 GT3-RSR        | GT    | 65   | NU   | NU         |
| 2005 | Cirtek Motorsport Russian Age Racing Convers Team | Nikołaj Fomienko Christophe Bouchut | Ferrari 550-GTS Maranello  | GT1   | 315  | 17   | 5          |
| 2006 | Convers MenX Team                                 | Robert Pergl Peter Kox              | Ferrari 550-GTS Maranello  | GT1   | 196  | NU   | NU         |
| 2007 | Convers MenX Team                                 | Robert Pergl Tomáš Kostka           | Ferrari 550-GTS Maranello  | GT1   | 322  | 14   | 8          |
| 2008 | Snoras Spyker Squadron                            | Ralf Kelleners Peter Dumbreck       | Spyker C8 Laviolette GT2-R | GT2   | 43   | NU   | NU         |